# Dunaliella
Genre
Dunaliella est un genre d'algues vertes de la famille des Dunaliellaceae.
L'espèce Dunaliella salina, lorsqu'elle prolifère, est à l'origine de la couleur rose/rouge caractéristique des marais salants.

## Utilisation
L'espèce Dunaliella tertiolecta capable d'accumuler dans certaines circonstances des lipides, fait l'objet de plusieurs recherches en vue de produire du biodiesel.

## Liste d'espèces
Selon AlgaeBase (7 novembre 2013) :
- Dunaliella acidophila (Kalina) Massyuk
- Dunaliella assymetica Massyuk
- Dunaliella baasbeckingii Massyuk
- Dunaliella bioculata Bucher
- Dunaliella carpatica Masyuk
- Dunaliella gracilis Massyuk
- Dunaliella granulata Massyuk
- Dunaliella lateralis Pascher & Jahoda
- Dunaliella maritima Massyuk
- Dunaliella media Lerche
- Dunaliella minuta W.Lerche
- Dunaliella parva W.Lerche
- Dunaliella peircei Nicolai & Baas-Becking
- Dunaliella polymorpha Butcher
- Dunaliella primolecta Butcher
- Dunaliella pseudosalina Massyuk & Radchenko
- Dunaliella quartolecta Butcher
- Dunaliella ruineniana Massyuk
- Dunaliella salina (Dunal) Teodoresco (espèce type)
- Dunaliella terricola Massyuk
- Dunaliella tertiolecta Butcher
- Dunaliella turcomanica Massyuk
- Dunaliella viridis Teodoresco

Selon ITIS (7 novembre 2013) :
- Dunaliella bardawil
- Dunaliella salina (Dunal) Teodoresco
- Dunaliella tertiolecta Butcher

Selon NCBI (7 novembre 2013) :
- Dunaliella acidophila
- Dunaliella atacamensis
- Dunaliella bardawil
- Dunaliella bioculata
- Dunaliella lateralis
- Dunaliella maritima
- Dunaliella minuta
- Dunaliella parva
- Dunaliella peircei
- Dunaliella polymorpha
- Dunaliella primolecta
- Dunaliella pseudosalina
- Dunaliella quartolecta
- Dunaliella salina
- Dunaliella tertiolecta
- Dunaliella viridis

Selon World Register of Marine Species (7 novembre 2013) :
- Dunaliella baasbeckingii Massyuk, 1973
- Dunaliella maritima Massyuk, 1973
- Dunaliella primolecta Butcher, 1959
- Dunaliella pseudosalina Massyuk & Radchenko, 1973
- Dunaliella salina (Dunal) Teodoresco, 1905
- Dunaliella tertiolecta Butcher, 1959